# Szczytnik (osoba)

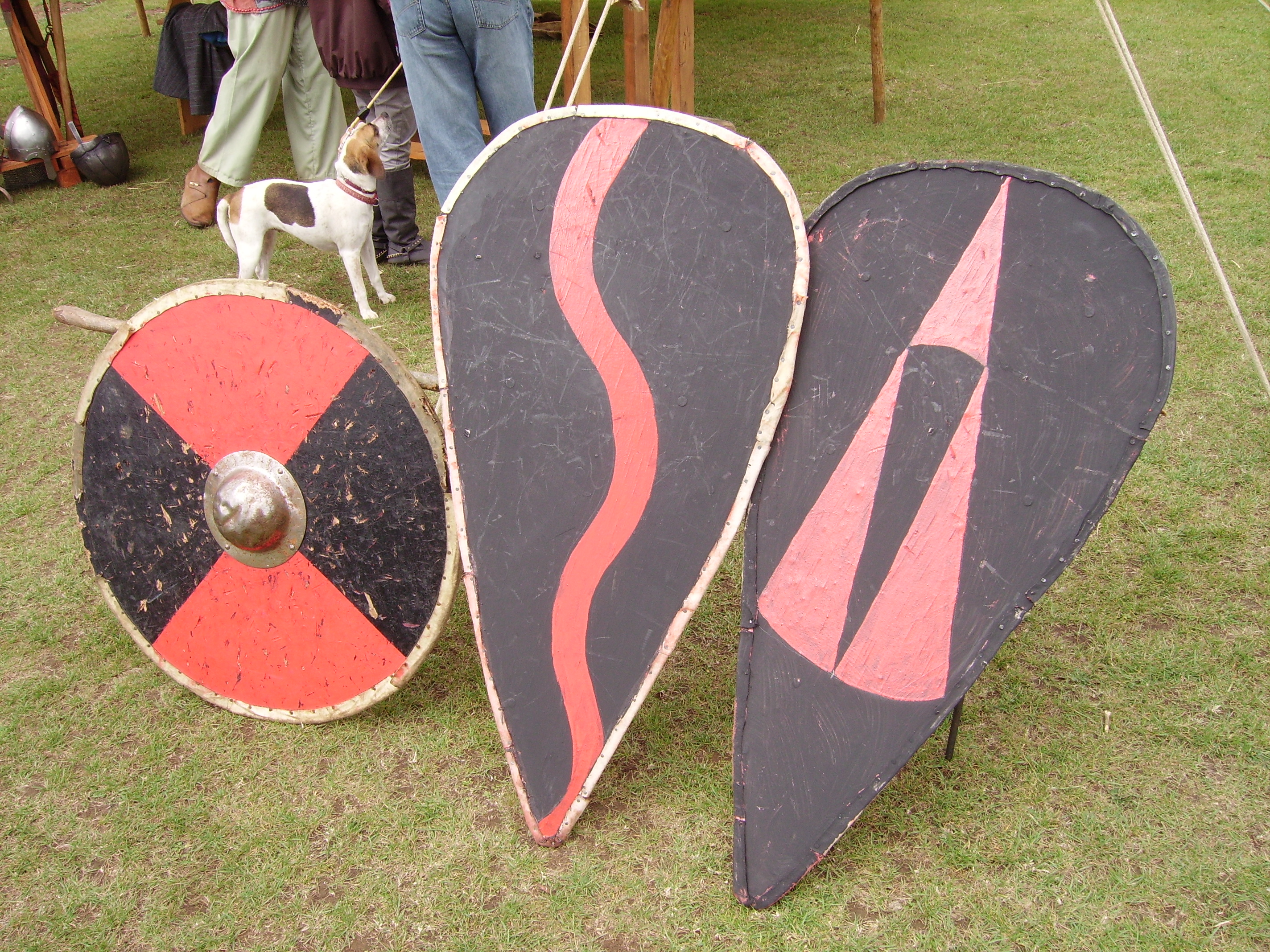
Rekonstrukcje średniowiecznych tarcz

Szczytnik – zawód we wczesnym średniowieczu - przedstawiciel wolnej ludności służebnej, pracujący wyłącznie na potrzeby dworu książęcego.
Szczytnicy zajmowali się wyrobem tarcz. Nazwa szczytnicy prawdopodobnie pochodzi od rodzaju słowiańskich tarcz zwanych szczytami.
Od nazwy tego zawodu wywodzi się polskie nazwisko Szczytko, a także nazwy wielu miejscowości w Polsce, w których zamieszkiwali szczytnicy, na przykład Szczytniki (powiat wielicki), Szczytniki (gmina Wiślica), dawna wieś służebna Szczytniki we Wrocławiu.